# Dragão-marinho-comum
O dragão-marinho-comum (Phyllopteryx taeniolatus) é um peixe ósseo  da classe dos actinopterígios. Pertence à família Syngnathidae, que inclui o cavalo-marinho e o peixe-cachimbo. O dragão-marinho-comum vive em águas superficiais junto a bancos de algas e a pradarias de erva marinha. Estes animais são muito sensíveis e estão muito sujeitos à poluição e à captura excessiva. Por esta razão são protegidos por lei.

## Características
O dragão-marinho-comum pode atingir até 45 cm de comprimento e possui elaborados apêndices permanentes em forma de folha que utiliza para se camuflar entre as algas. Ele não tem escamas mas é revestido por diversas placas ósseas, armadura bastante eficaz na proteção contra predadores.

## Habitat
O animal habita as águas do litoral sul da Austrália (mais especificamente todo o litoral dos estados da Tasmânia, Austrália Meridional e Victoria, o sudeste do litoral de Nova Gales do Sul e o sul e sudoeste do litoral da Austrália Ocidental).

## Alimentação
Alimenta-se de pequenos crustáceos e outros tipos de zooplâncton.